# Bauzemont
Bauzemont és un municipi francès situat al departament de Meurthe i Mosel·la i a la regió del Gran Est. L'any 2007 tenia 155 habitants.

## Demografia

### Població
El 2007 la població de fet de Bauzemont era de 155 persones. Hi havia 56 famílies, de les quals 16 eren unipersonals (12 homes vivint sols i 4 dones vivint soles), 12 parelles sense fills, 24 parelles amb fills i 4 famílies monoparentals amb fills.
La població ha evolucionat segons el següent gràfic:
Habitants censats

### Habitatges
El 2007 hi havia 66 habitatges, 61 eren l'habitatge principal de la família, 3 eren segones residències i 2 estaven desocupats. 60 eren cases i 6 eren apartaments. Dels 61 habitatges principals, 52 estaven ocupats pels seus propietaris i 9 estaven llogats i ocupats pels llogaters; 1 tenia una cambra, 2 en tenien dues, 5 en tenien tres, 16 en tenien quatre i 37 en tenien cinc o més. 41 habitatges disposaven pel capbaix d'una plaça de pàrquing. A 21 habitatges hi havia un automòbil i a 31 n'hi havia dos o més.

### Piràmide de població
La piràmide de població per edats i sexe el 2009 era:
| Homes | Edats   | Dones |
| ----- | ------- | ----- |
| 0     | 95 o +  | 0     |
| 1     | 90 a 94 | 0     |
| 0     | 85 a 89 | 3     |
| 0     | 80 a 84 | 0     |
| 4     | 75 a 79 | 3     |
| 2     | 70 a 74 | 2     |
| 2     | 65 a 69 | 7     |
| 1     | 60 a 64 | 0     |
| 1     | 55 a 59 | 2     |
| 5     | 50 a 54 | 5     |
| 6     | 45 a 49 | 4     |
| 7     | 40 a 44 | 6     |
| 5     | 35 a 39 | 4     |
| 7     | 30 a 34 | 3     |
| 4     | 25 a 29 | 5     |
| 3     | 20 a 24 | 4     |
| 6     | 15 a 19 | 6     |
| 1     | 10 a 14 | 6     |
| 5     | 5 a 9   | 4     |
| 1     | 0 a 4   | 4     |

## Economia
El 2007 la població en edat de treballar era de 101 persones, 82 eren actives i 19 eren inactives. De les 82 persones actives 70 estaven ocupades (40 homes i 30 dones) i 12 estaven aturades (4 homes i 8 dones). De les 19 persones inactives 6 estaven jubilades, 7 estaven estudiant i 6 estaven classificades com a «altres inactius».

### Ingressos
El 2009 a Bauzemont hi havia 58 unitats fiscals que integraven 146 persones, la mediana anual d'ingressos fiscals per persona era de 17.694 €.

### Activitats econòmiques
Dels 2 establiments que hi havia el 2007, 1 era d'una empresa de fabricació d'altres productes industrials i 1 d'una empresa de comerç i reparació d'automòbils.
L'any 2000 a Bauzemont hi havia 6 explotacions agrícoles.

## Poblacions més properes
El següent diagrama mostra les poblacions més properes.